# ماريا كريستينا فيلانوفا
ماريا كريستينا فيلانوفا (بالإسبانية: María Cristina Vilanova)‏ (17 أبريل 1915، سان سلفادور في السلفادور - 5 يناير 2009، سان خوسيه في كوستاريكا)؛ رسامة، كاتِبة، سياسية وشاعرة غواتيمالية.